# Chroma subsampling

Chroma subsampling ratios

O chroma subsampling é um esquema de codificação de cor em imagens/vídeos que manipula mais as informações de cores e menos a luminância; aproveitando assim melhor a visão humana que indentifica mais a luminosidade que cores, resultando arquivo computacionais de imagens/vídeos com tamanho menor em bits mas sem diferença visual para o olho do espectador comum. Criando definições de qualidade de imagem de 4:4:4, 4:2:2 e 4:2:0.
Com a codificação de cor o sistema de vídeo é otimizado com mais largura de banda para o componente luminoso (Y), preocupando-se menos com os componentes de diferença de cor (CB e CR). As imagens comprimidas no padrão 4:2:2 YCBCR, usam 2/3 da largura da banda da 4:4:4 YCBCR.

## Finalidade

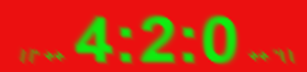
esquema de codificação de imagens para 4:2:0 Chroma

Devido às limitações de armazenamento e de transmissão, é frequente o desejo de reduzir (ou comprimir) o sinal. Uma vez que o sistema visual humano é muito mais sensível a variações no brilho de cor, sistemas de vídeo podem ser optimizados dedicando mais largura de banda para o componente luminoso (denotado geralmente de Y), do que com os componentes de diferença de cor Cr e Cb. Em imagens comprimidas, por exemplo, a 4:2:2 YCbCr requer dois terços da largura da banda de 4:4:4 YCbCr. Esta redução resulta em praticamente nenhuma diferença visual percebida pelo espectador comum.
Na década de 1930, Georges Valensi fez estudos que mostram o olho humano apenas consegue enxergar em alta resolução as cores preta e branca, enquanto tons intermediários (como amarelo e verde) são enxergados com qualidade menor, já os tons que estão no fim do espectro luminoso visível (como vermelho e azul) são visto com uma definição baixíssima.

## Tipos

### 4:4:4 YCbCr
Nesta qualidade de imagem cada um dos três componentes (Y, Cb, Cr) têm a mesma taxa de amostragem. O 4:4:4 preserva a maior quantidade de informações de cores. Este esquema é usado às vezes em scanners de filme de alta qualidade e pós-produção cinematográfica.

### 4:4:4 RGB (sem alteração)
Neste esquema não tem os componentes Y, Cb e Cr, há somente para espaço de cor RGB. Note-se que "4:4:4" pode ser um reenvio no espaço de cor RGB, que, implicitamente, não tem qualquer subamostragem da crominância total. Por exemplo: um sinal de um blu-ray que tem vídeo original em 4:2:0 enviado para um televisor através da saída HDMI em amostragem no canal 4:4:4, ainda terá faltando metade do sinal, já que o vídeo original possui informações em 4:2:0.

### 4:2:2
Os dois componentes de crominância são amostrados a metade da taxa de amostragem de luminância: a resolução de crominância horizontal é reduzido pela metade. Isto reduz a largura de banda de um sinal de vídeo não comprimido por um terço com pouca diferença visual.

### 4:2:1
Este modo de amostragem não é exprimível em notação J:a:b. "4:2:1" é um termo obsoleto a partir de um esquema de notação anterior e de software ou hardware, muito poucos codecs o usaram. Cb resolução horizontal é a metade de Cr (e um quarto da resolução horizontal de Y). Este explora o fato de que o olho humano tem menos sensibilidade espacial para azul/amarelo do que para vermelho/verde. NTSC é semelhante, ao utilizar uma resolução inferior para azul/amarelo do que para vermelho/verde, que por sua vez tem menos resolução do que a luminância.

### 4:1:1
Em 4:1:1 a resolução de cor horizontal é esquartejado, e a largura de banda é reduzido pela metade em comparação com nenhum outro sampleamento. Inicialmente, 4:1:1 do formato DV não foi considerado para ser transmitido com qualidade e só aceitável para aplicações de consumo de baixa qualidade. Atualmente formatos baseados em DV (alguns dos quais utilizam 4:1:1) são utilizados profissionalmente na captação eletrônica de notícias e em servidores de playout. DV também foi usado esporadicamente em filmes e na cinematografia digital.

### 4:2:0
Em 4:2:0, a amostragem horizontal é duplicada em comparação com 4:1:1, mas, como os canais Cb e Cr são amostrados apenas em cada linha alternativa neste esquema, a resolução vertical é reduzida para metade. A taxa de dados sendo assim é o mesmo. Este encaixa razoavelmente bem com o sistema de codificação de cor PAL uma vez que esta tem apenas metade da resolução vertical de crominância de NTSC.
Diferentes variantes de sampleamento 4:2:0 configurações são encontradas em: 
- Vídeo. Todos ISO / IEC MPEG e ITU-T VCEGH.26x padrões de codificação, incluindo H.262 / MPEG-2 Part 2 (embora alguns perfis de MPEG-4 Part 2 e H.264 / MPEG-4 AVC permitam maior qualidade com esquemas de amostragem, como o 4:4:4 YCbCr)
- DVD-Video e Blu-ray Disc.
- PAL DV e DVCAM
- HDV
- AVCHD e AVC-Intra 50
- Apple Intermediate Codec
- JPEG/JFIF e MJPEGi
- VC-1
- SuperMH

Cb e Cr estão cada um sub-amostrado a um factor de dois horizontalmente e verticalmente. Há três variantes de 4:2:0, com diferentes esquemas de localização horizontal e vertical.